# Petrophila leucistis
Petrophila leucistis is een vlinder uit de familie van de grasmotten (Crambidae), uit de onderfamilie van de Acentropinae. De wetenschappelijke naam van deze soort is voor het eerst gepubliceerd in 1906 door Paul Dognin.
De soort komt voor in Ecuador.